# Estadio Julián Tesucún
Estadio Julián Tesucún y Tesucún – stadion piłkarski w gwatemalskim mieście San José, w departamencie Petén. Obiekt może pomieścić 8000 widzów.
Stadion powstał w 2008 roku z inicjatywy polityka Juliána Tesucúna (którego nosi imię), ówczesnego burmistrza San José i entuzjasty sportu. Inwestycję krytykowano za jej wysoki koszt, podkreślając, iż ma ona głównie charakter wizerunkowy, a fundusze powinny być przeznaczone na ważniejsze potrzeby lokalnej społeczności. Budowa stadionu początkowo miała kosztować 4,6 miliona quetzali, lecz ostatecznie wyniosła według różnych źródeł od 10 do ponad 15 milionów.
Stadion został domowym obiektem zespołu CD Heredia, który przeniósł się wówczas do San José z miasta Morales i zmienił nazwę na Heredia Jaguares de Petén. Klub był zarządzany przez rodzinę Mendoza Matta, mającą powiązania z grupą przestępczą i kartelem narkotykowym Los Mendoza. Gwatemalskie media wskazywały, że Tesucún chciał zacieśnić współpracę z Los Mendoza poprzez wzniesienie stadionu dla ich drużyny. W zamian kartel Los Mendoza miał mu pomóc w kampanii wyborczej do Kongresu Gwatemali.
Obiekt ma główną zadaszoną trybunę oraz mniejszą, odkrytą trybunę boczną. Dysponuje salą prasową, trzema szatniami oraz sześcioma klimatyzowanymi kabinami komentatorskimi, z których każda nosi nazwę jednego ze stanowisk archeologicznych w gminie San José. Na stadionie znajdują się niewielkie, niemające charakteru specjalistycznego słupy sztucznego oświetlenia.
W latach 2008–2011 na stadionie rozgrywała swoje mecze pierwszoligowa drużyna Heredia Jaguares de Petén. Następnie przeniosła się jednak z powrotem do miasta Morales. Od tamtego czasu obiekt nie jest użytkowany przez żaden profesjonalny klub.
Seniorska reprezentacji Gwatemali w październiku 2010 rozegrała na obiekcie mecz towarzyski z Belize (4:2). Było to pożegnalne spotkanie Juana Carlosa Platy w kadrze narodowej.
Stadion znajduje się nad brzegiem jeziora Petén Itzá, dzięki czemu z jego trybun roztacza się majestatyczna panorama. Według Juliána Tesucúna, argentyński trener Carlos Bilardo odwiedzając San José podczas swojej wizyty w Gwatemali miał powiedzieć:

Tutaj powstałby najlepszy stadion na świecie. Piękno jeziora uczyniłoby go wyjątkowym.

Słowa te miały być dla Tesucúna inspiracją do budowy stadionu. Dzięki swojemu położeniu obiekt jest umieszczany w rankingach najciekawiej położonych stadionów na świecie. Zyskał przydomek „Coloso del Lago” („Kolos Jeziora”).